# Matelea fontellana
Matelea fontellana är en oleanderväxtart som beskrevs av G. Morillo. Matelea fontellana ingår i släktet Matelea och familjen oleanderväxter. Inga underarter finns listade i Catalogue of Life.